# Oleśnica
Pour les articles homonymes, voir Oleśnica (homonymie) et Œls.
Oleśnica (en allemand : Oels ou Öls) (écrit aussi en français : « Œls ») est une ville de la voïvodie de Basse-Silésie, en Pologne. C'est le chef-lieu du powiat d'Oleśnica et le siège de la gmina rurale d'Oleśnica, bien qu'elle ne fasse pas partie du territoire de laquelle. Sa population s'élevait à 37 109 habitants en 2020.

## Géographie
Oleśnica est située dans la région historique de Basse-Silésie au sud-ouest du pays, à 28 km au nord-est de Wrocław et à 275 km à l'ouest-sud-ouest de Varsovie.

## Histoire

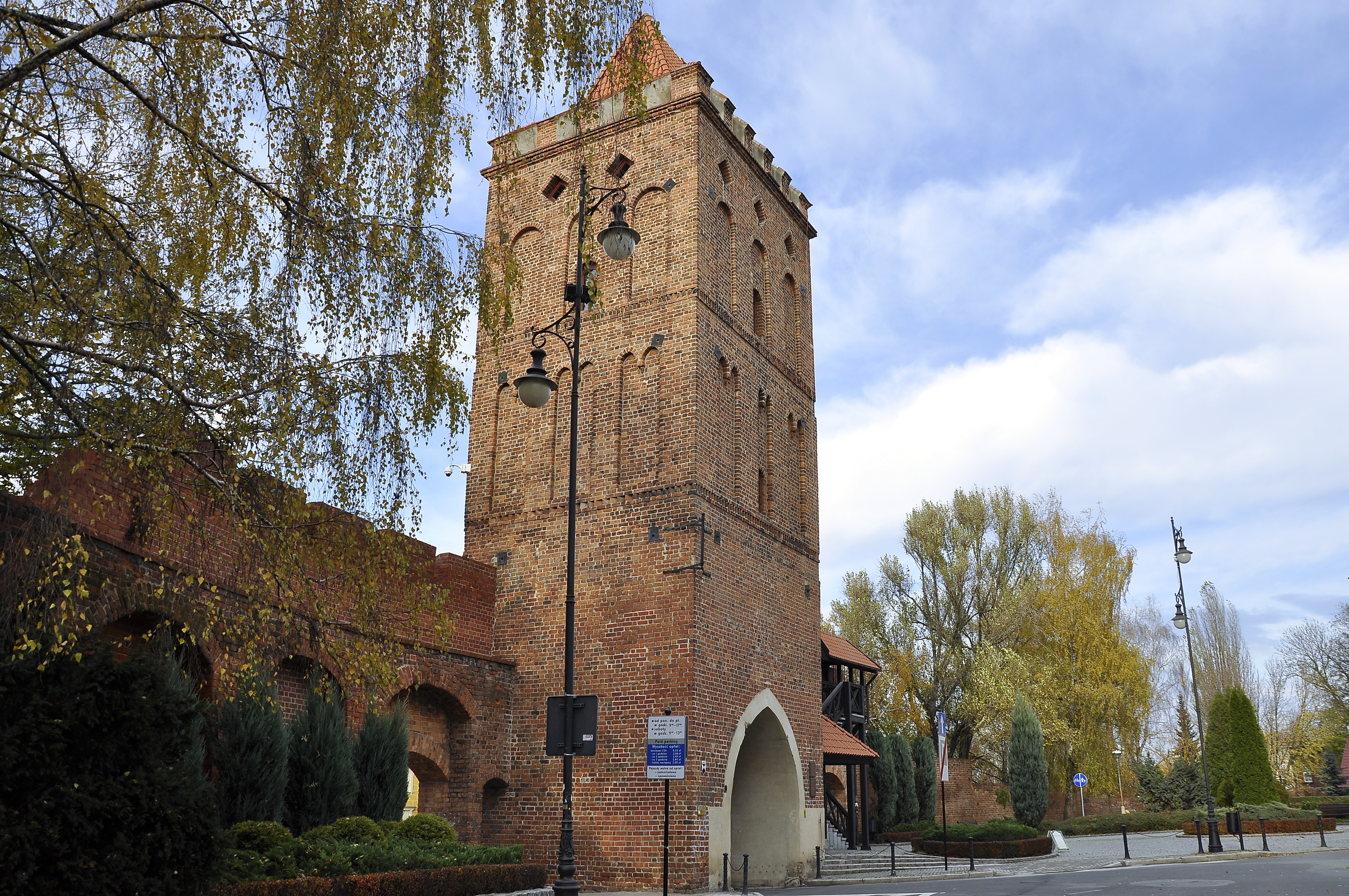
Vestiges de la fortification médiévale.

Déjà en 1189, on faisait référence à un château que la maison Piast posséda, situé à la bifurcation de la route commerciale de Wrocław (Vratislavie), capitale du duché de Silésie, à Kalisz en Grande-Pologne et à Cracovie. Oleśnica, ou en allemand Oels, Öls et aussi Œls, devient le siège d'un castellan en 1247 et a reçu les droits de ville sous le règne du duc Henri III le Blanc en 1255. 

### Résidence des Piast
Après la mort du duc silésien Henri III de Głogów en 1309, ses fils se partagèrent les biens de leur père : à partir de 1312, la ville le siège du duché d'Œls gouverné par le princes Conrad Ier et ses descendants. En 1327, Conrad rend un hommage de vassalité au roi Jean Ier de Bohême ; en 1367, son fils et successeur Conrad II le Gris a rendu hommage à l'empereur Charles IV en tant que souverain des pays de la couronne de Bohême. 
En tant que ville de résidence des Piast, Oleśnica compte cinq églises, une synagogue, la mairie et le prestigieux château ducal. Le duc Conrad VII le Blanc combat en 1410 lors de la bataille de Grunwald aux côtés des chevaliers de l'État teutonique contre les Polonais ; après la défaite de l'Ordre, toutefois, il changea de camp.
En 1417, le duc Conrad IV d'Oleśnica est nommé évêque de Wrocław. Pendant les croisades contre les hussites, en 1432, la ville a été attaquée et pillée. Finalement, à la mort de Conrad X le Blanc en 1492, la lignée des ducs d'Oleśnica s'éteint et leurs biens sont revenus à la couronne de Bohême. Le roi Vladislas IV les vend à Henri Ier de Poděbrady, duc de Münsterberg, le fils de son prédécesseur Georges.

### Podiebrad et Wurtemberg

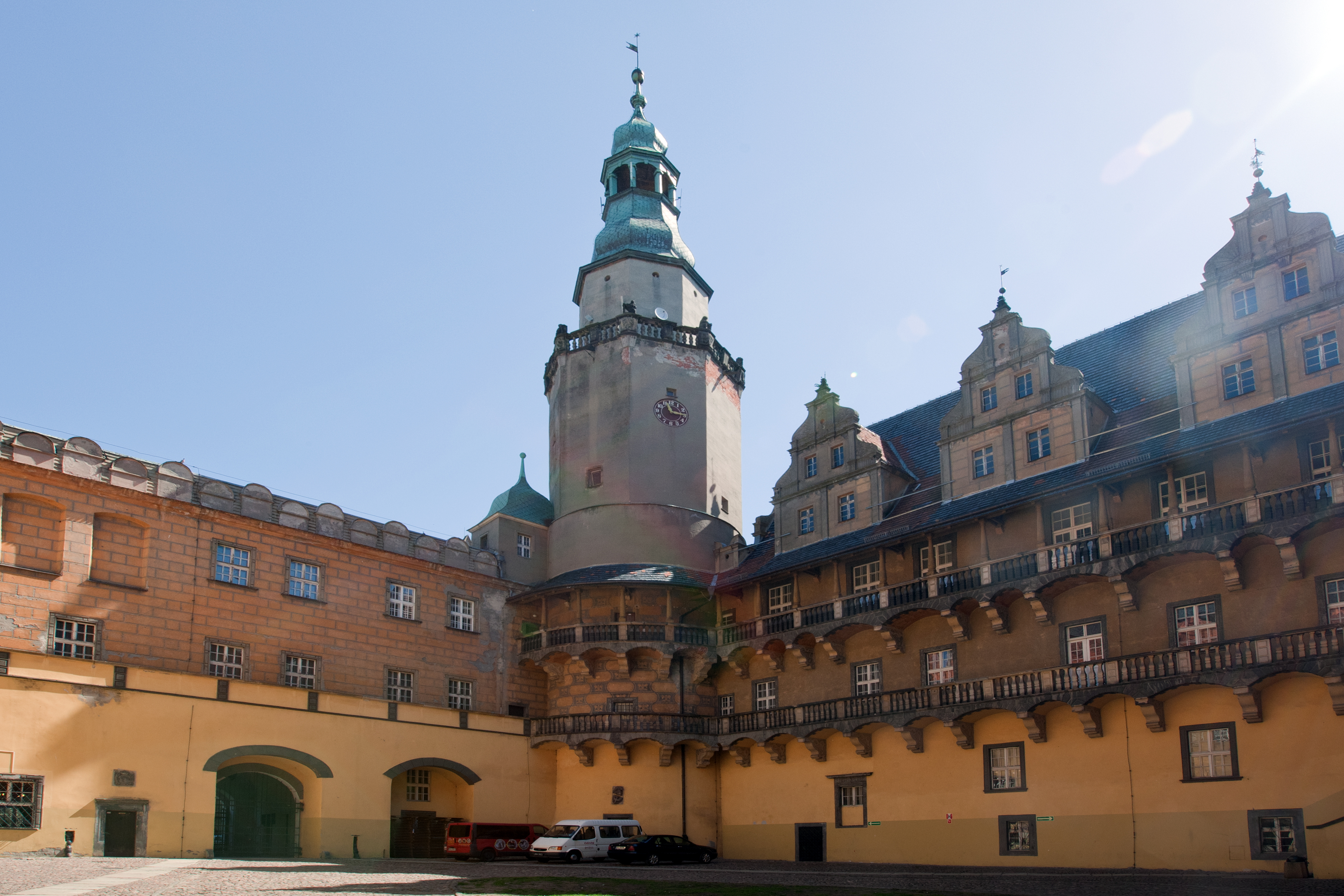
Cour du château.

Sous le règne des Podiebrad, les Juifs étaient exilés de la ville et la Réforme protestante est prêchée dès 1541 - au moment où les pays de la couronne de Bohême passent entre les mains de la dynastie catholique des Habsbourg. Jusqu'en 1586, le duc Charles II de Münsterberg-Œls fit reconstruire le château en style Renaissance. Néanmoins, la ville fut dévastée par les troupes suédoises pendant la guerre de Trente Ans.
Le dernier duc des Podiebrad, Charles Frédéric meurt en 1647 et son domaine passe par héritage à son gendre Silvius Ier Nimrod, issu d'une lignée cadette des ducs de Wurtemberg. Deux ans plus tard, Oleśnica lui fut concédée en fief après quelque temps. Il nomme le mystique Johannes Scheffler (Angelus Silesius), adepte de Jakob Böhme et Abraham von Franckenberg, son médecin. En 1698, le duc Christian Ulrich construit une crypte dans une extension de l'église du château et il commence une importante collection de livres et de l'art. Au XVIIIe siècle, l'artisanat des tisserands prospéra.

### Ville prussienne
La ville a été annexée par le royaume de Prusse après la première guerre de Silésie en 1742. Devenu impuissant, le duc Charles-Frédéric II de Wurtemberg-Oels deux ans plus tard, en faveur de son neveu Charles-Christian-Erdmann. À la suite de la mort de ce dernier, en 1792, son gendre Frédéric-Auguste de Brunswick-Wolfenbüttel issu de la maison Welf reçoit les territoires en fief. En 1805, son neveu le « Duc noir » Frédéric-Guillaume est devenu propriétaire. 

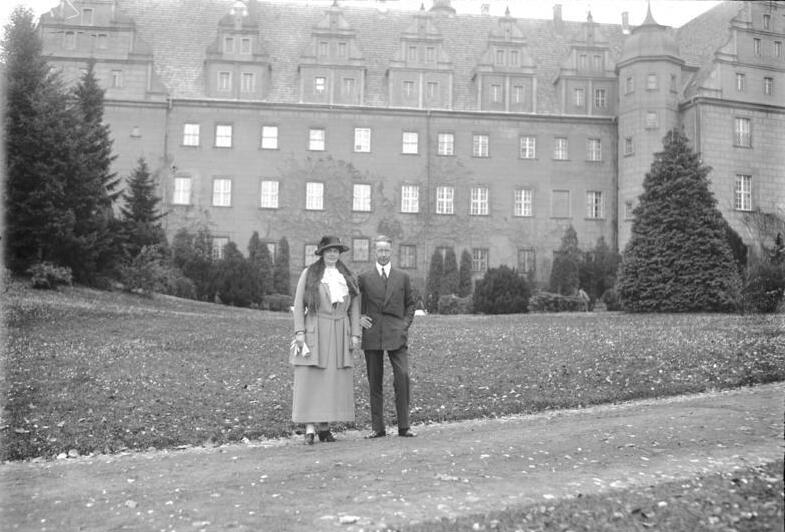
Guillaume de Prusse et Cécilie au château d'Œls, 1923.

Finalement, après le congrès de Vienne en 1815, la ville fut incorporée dans l'arrondissement d'Œls au sein de la Silésie prussienne. L'économie locale souffre des contrôles douaniers à la frontière avec le nouveau royaume de Pologne sous tutelle russe qui se trouve à proximité. Le dernier duc titulaire d'Œls, Guillaume de Brunswick, meurt en 1884, après que le château fut la résidence des princes héritiers de la Prusse. Après la Première Guerre mondiale, il est devenu le domicile de la princesse Cécilie de Mecklembourg-Schwerin, épouse de Guillaume de Prusse.
Vers la fin de la Seconde Guerre mondiale, la ville fut conquise par l'Armée rouge et rattachée à la république de Pologne. La population germanophone restante était expulsée.

## Jumelages
La ville d'Oleśnica est jumelée avec les communes suivantes :
- Chrudim (Tchéquie)
- Warendorf (Allemagne)
- Jaunay-Clan (France)

## Personnalités liées à la commune
- Eugène de Wurtemberg (1788-1857), général d'infanterie de l'armée impériale russe ;
- Louis von Mutius (1796-1866), général de cavalerie prussien ;
- Fritz Baselt (1863-1931), compositeur ;
- Willy Hellpach (1877-1955), médecin, psychologue et homme politique ;
- Sigmar Polke (1941-2010), peintre et photographe ;
- Wojciech Bartnik (né en 1967), boxeur.